# Koller Károly
Koller Károly (Nagyszeben, 1838. január 28. – Budapest, 1889. november 26.) festő és fényképész, a Ferenc József-rend lovagja. Nagy elismerést vívott ki, főleg a színezett felvételeivel valamint az erdélyi tájképeket, illetve népviseleteket bemutató fotográfiákkal. 1862-ben Glatz Tivadarral (Erdélyi Szövetséggel) adta ki az Erdélyi Képek című albumot.

## Élete
Édesapja Tirolból vándorolt be Erdélybe, anyja egy brassói patrícius leánya volt. 1856-59-ig a bécsi Politechnikum és a Művészeti Akadémia növendéke volt, ahol festőművészetet és fényképészetet tanult Martens Edétől. 1859-tol a besztercei gimnázium rajztanára volt, ahol 1861-ben, egy fényképészeti műtermet is nyitott.
1871-ben a tanítói pályát feladta, s ettől kezdve kizárólag festészettel és fényképészettel foglalkozott, és vezette az időközben elhunyt tanárának és barátjának Glatz Tivadarnak nagyszebeni műtermét is. 1871-ben Kolozsvárott is dolgozott, Veress Ferenccel, a színes fényképezésről támadt vitája az első – a sajtóban is nyilvánosságot kapott szakmai polémia volt Kolozsvárott. 1873-ban Borsos József hozatta a fővárosba, ahol Borsos üzletvezetője lett. 1873-ban a nagy bécsi világkiállításon nagy sikert arattak színes népéleti képei (chromotípia) és elnyerte a K.u.K. Udvari Fotógráfus címet. Ezeket a képeket később az Iparművészeti Múzeumnak adományozta). Az 1878-as Párizsi világkiállításon ezüstéremmel jutalmazták képeit.
1875-ben önálló műtermet nyitott, melyet haláláig vezetett. és melyet Ferenc József, Rudolf koronaherceg,  Mária Valéria főhercegnő, József főherceg és családja is felkeresett.
Koller 1889-ben a Vadászkürt nevű vendéglőben vacsorázott, mikor agyvérzést kapott és másnap meghalt. Műtermét Koller Károly utódai néven asszisztensei Forché Román és Gálfy István vette át.

## Magánélete
1860. május 7-én kötött házasságot Lina Máriával. házasságukból öt gyermek született: Tivadar és Norbert (neje Rauszek Ilona), akikből gyógyszerész lett. Selma nevű lányuk Schwicker Alfréd (Schwicker János Henrik országgyűlési képviselő fia) pozsonyi tanár, majd az állami vegykísérleti állomás vezetőjének lett felesége
Olga nevű lányuk Hödl Ödön császári és királyi főhadnagy neje lett, akitől 1902-ben vált el. 5. gyermekük Hilda volt.

## Képei

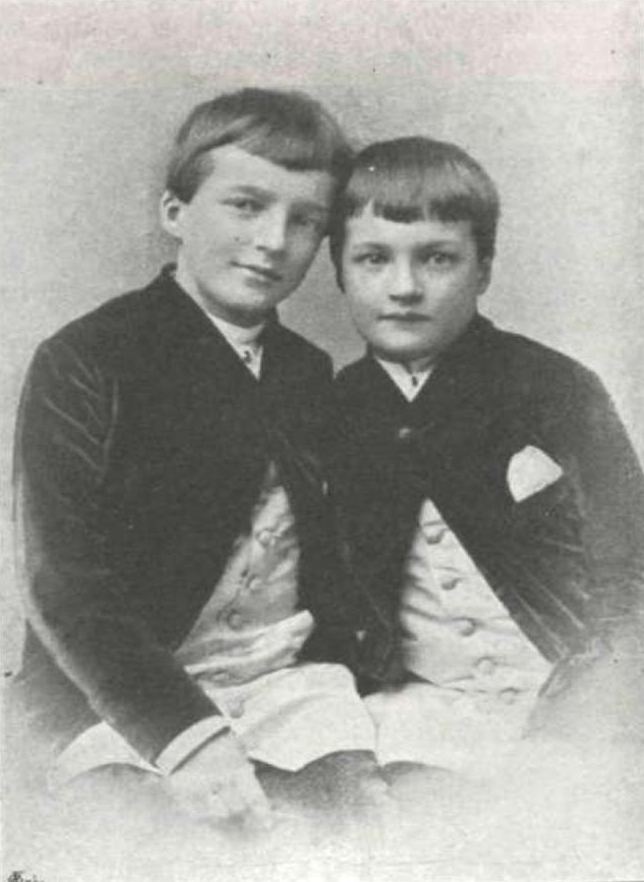
Habsburg–Lotaringiai László és József Ágost főherceg
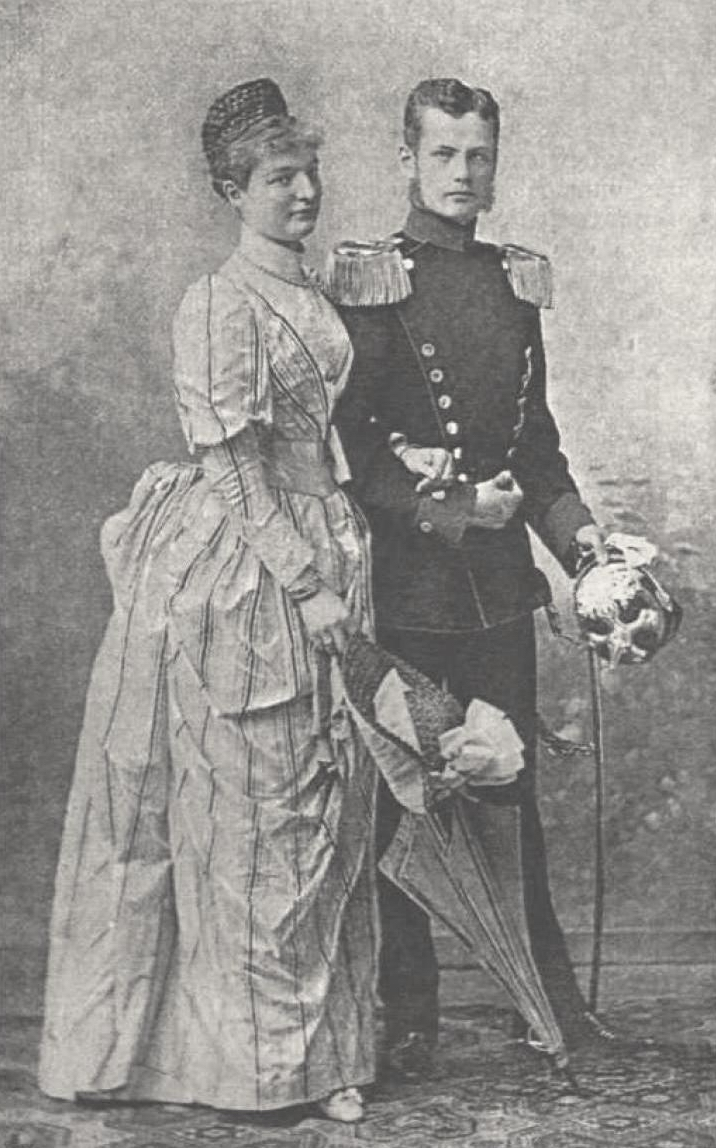
Margit Főhercegnő és férje, Albert Thurn und Taxis-i herceg
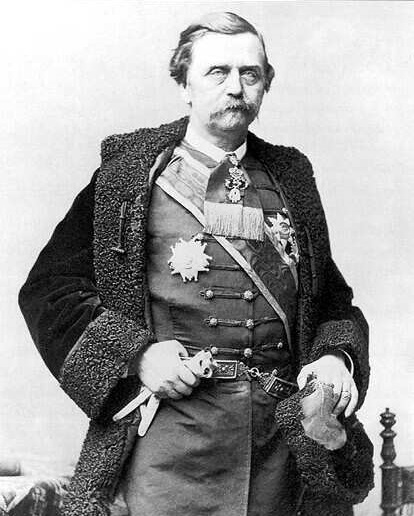
Szapáry Gyula
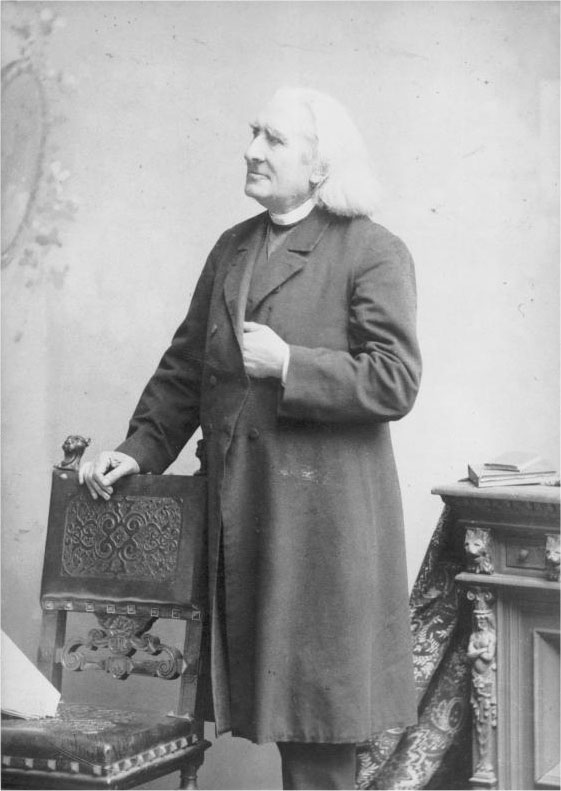
Liszt Ferenc
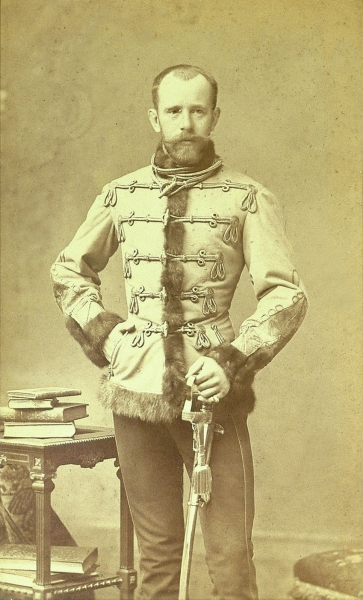
Rudolf főherceg
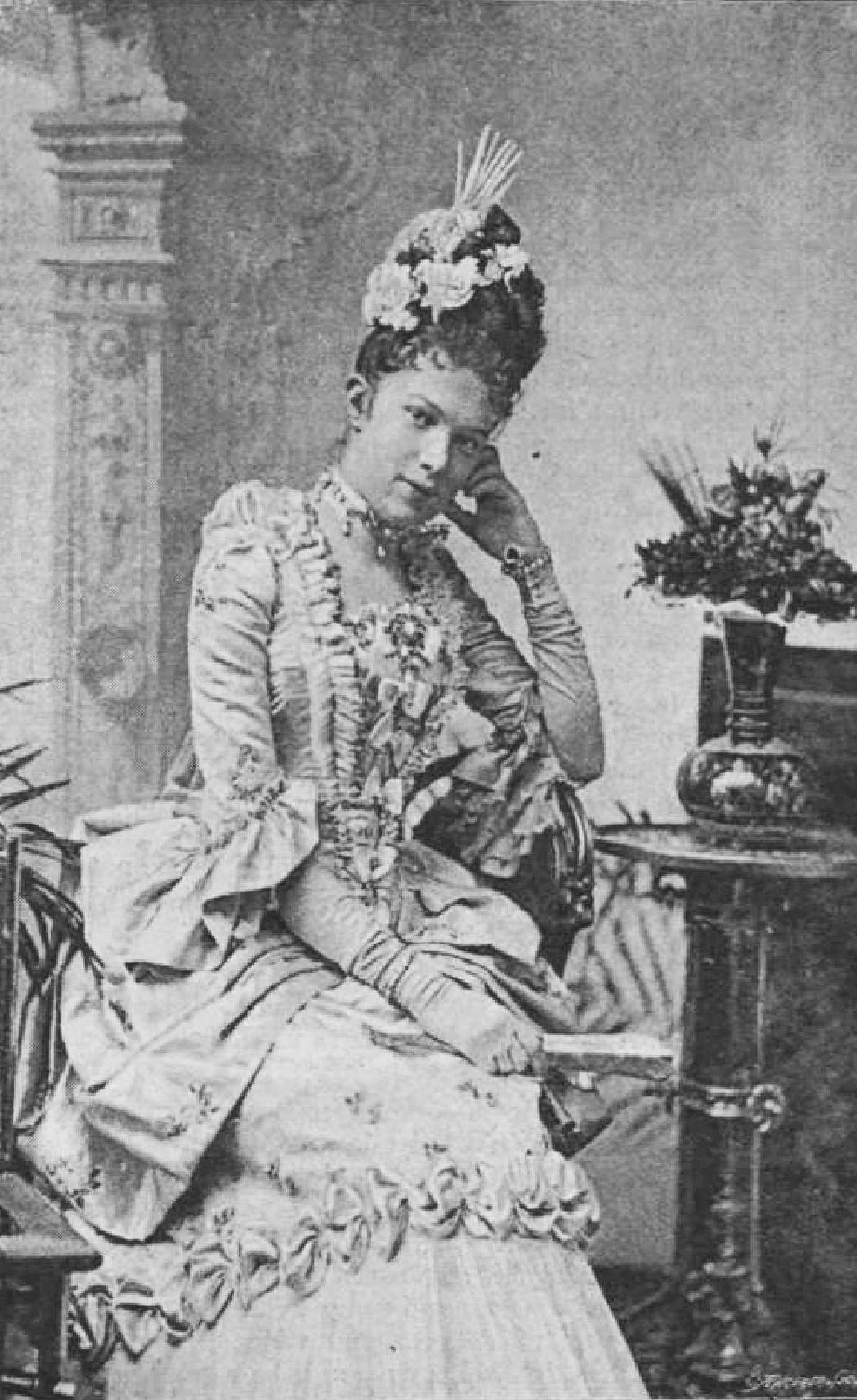
Mária Valéria főhercegnő
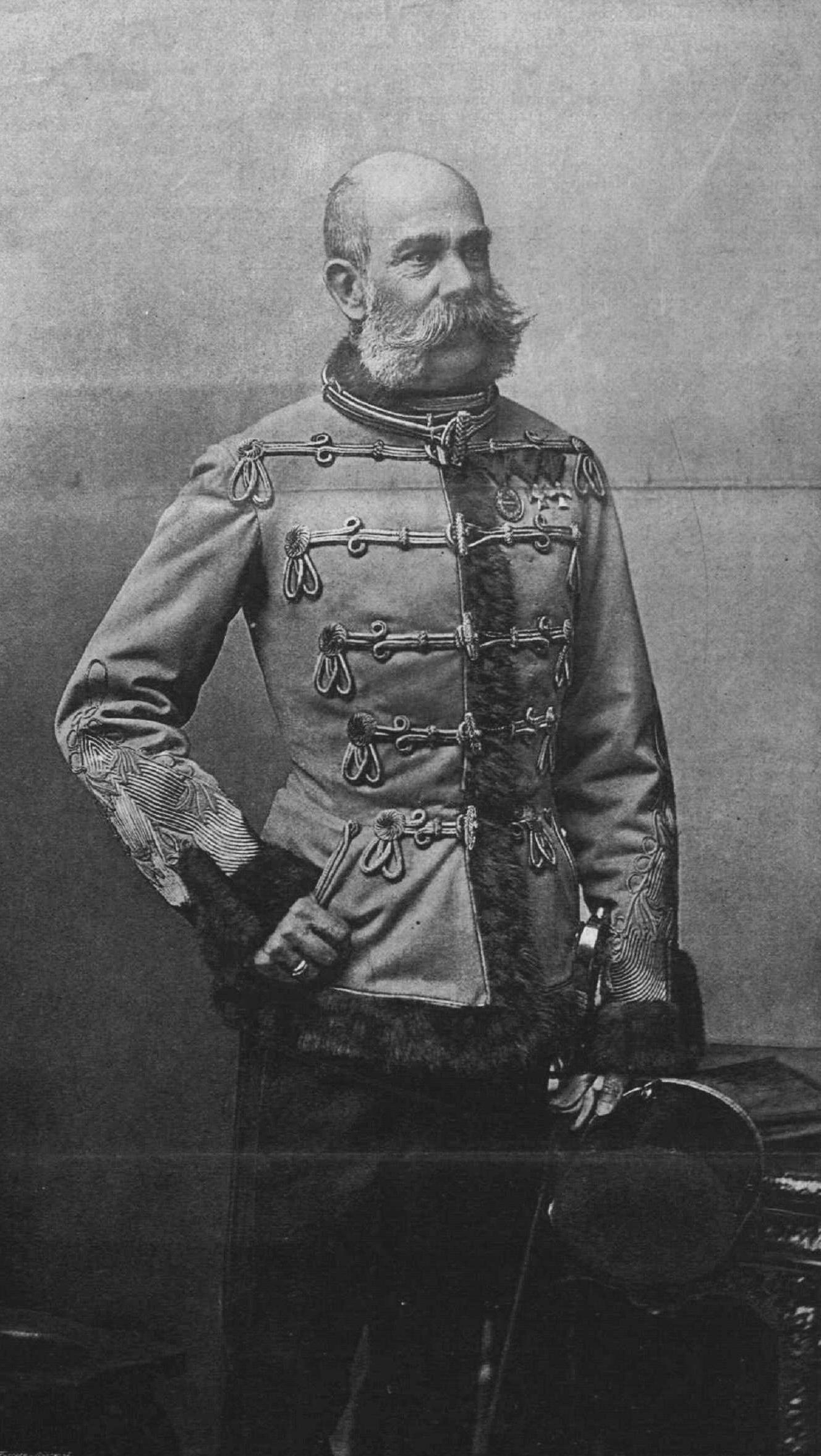
Ferenc József
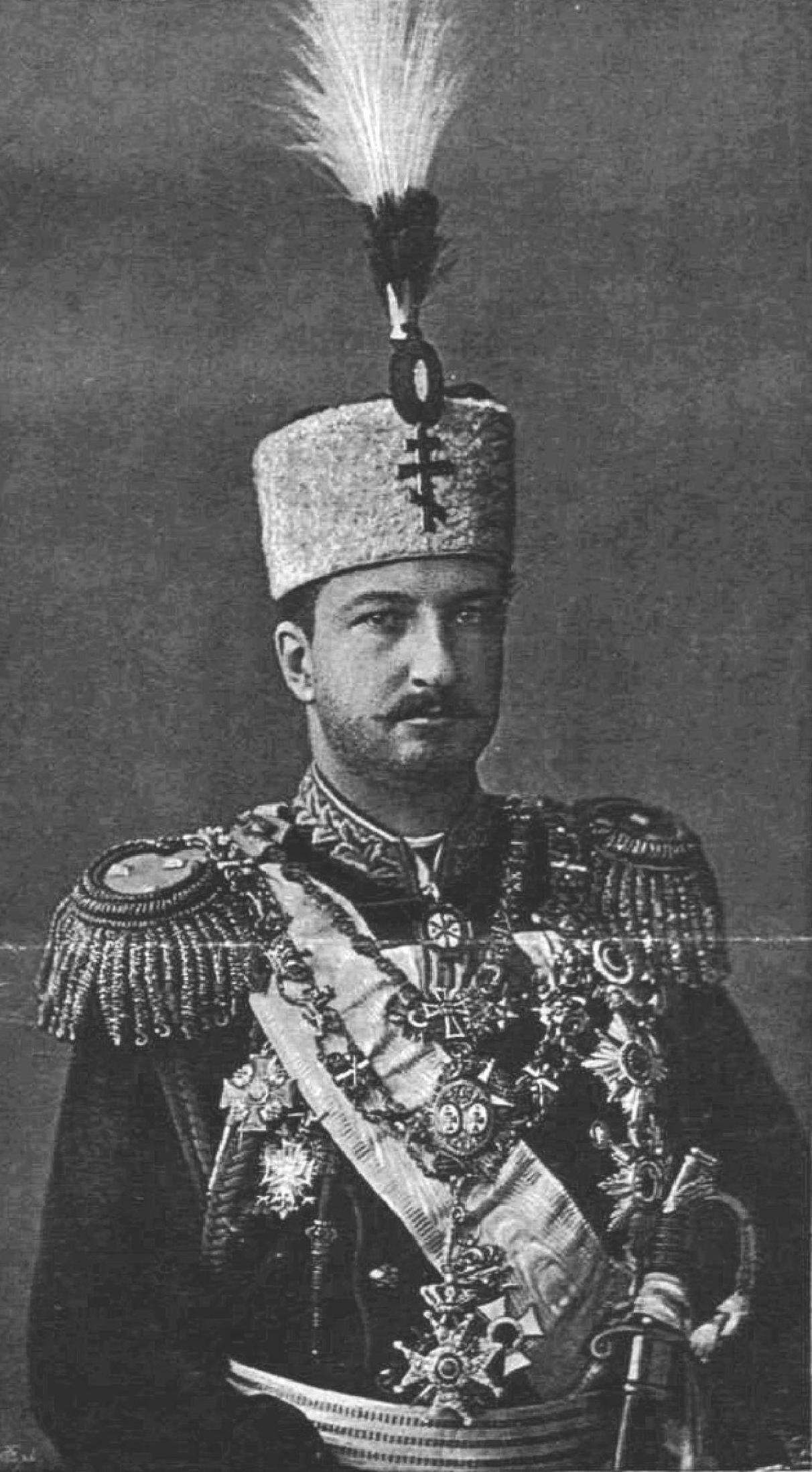
I. Ferdinánd bolgár cár
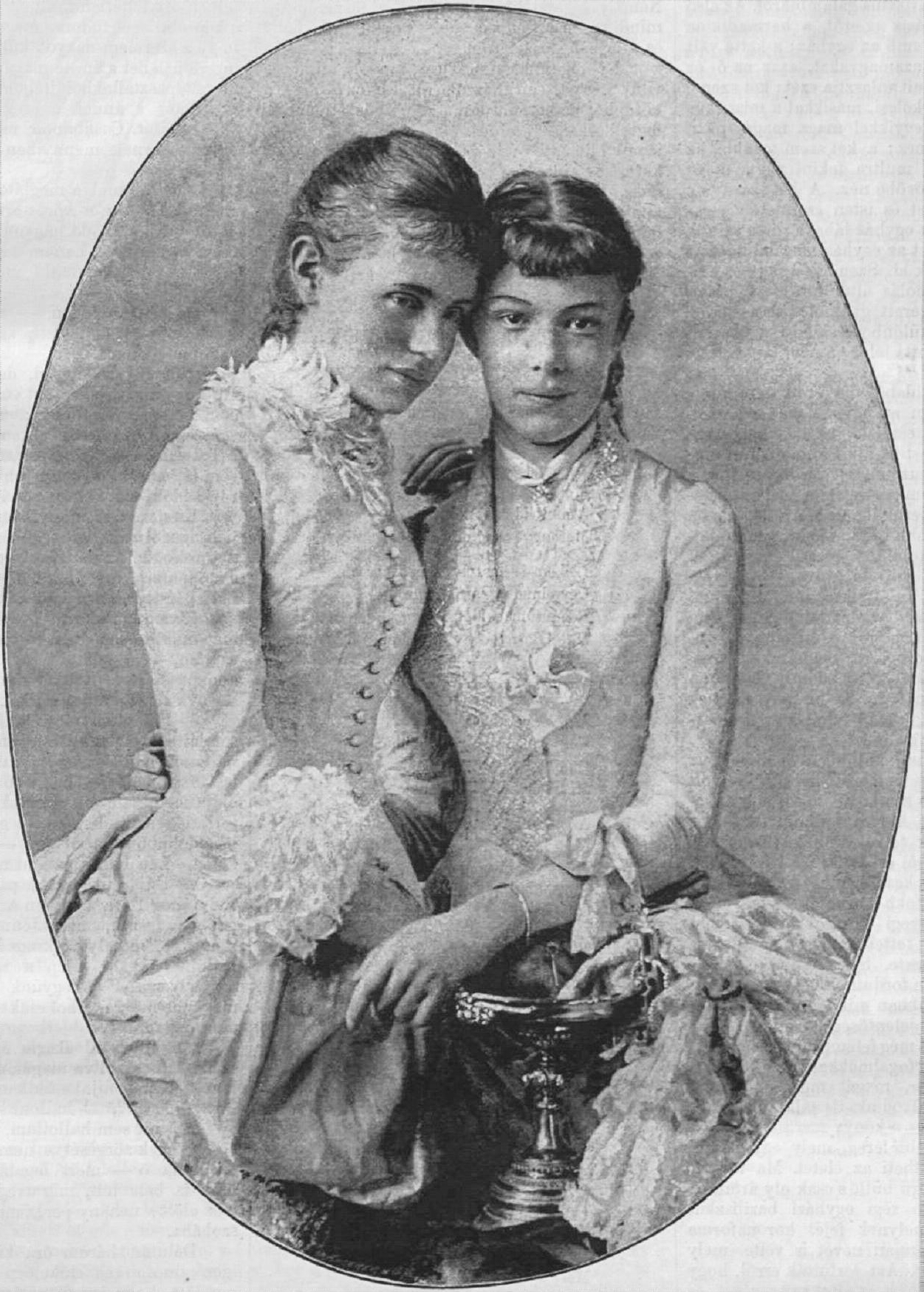
Mária Valéria
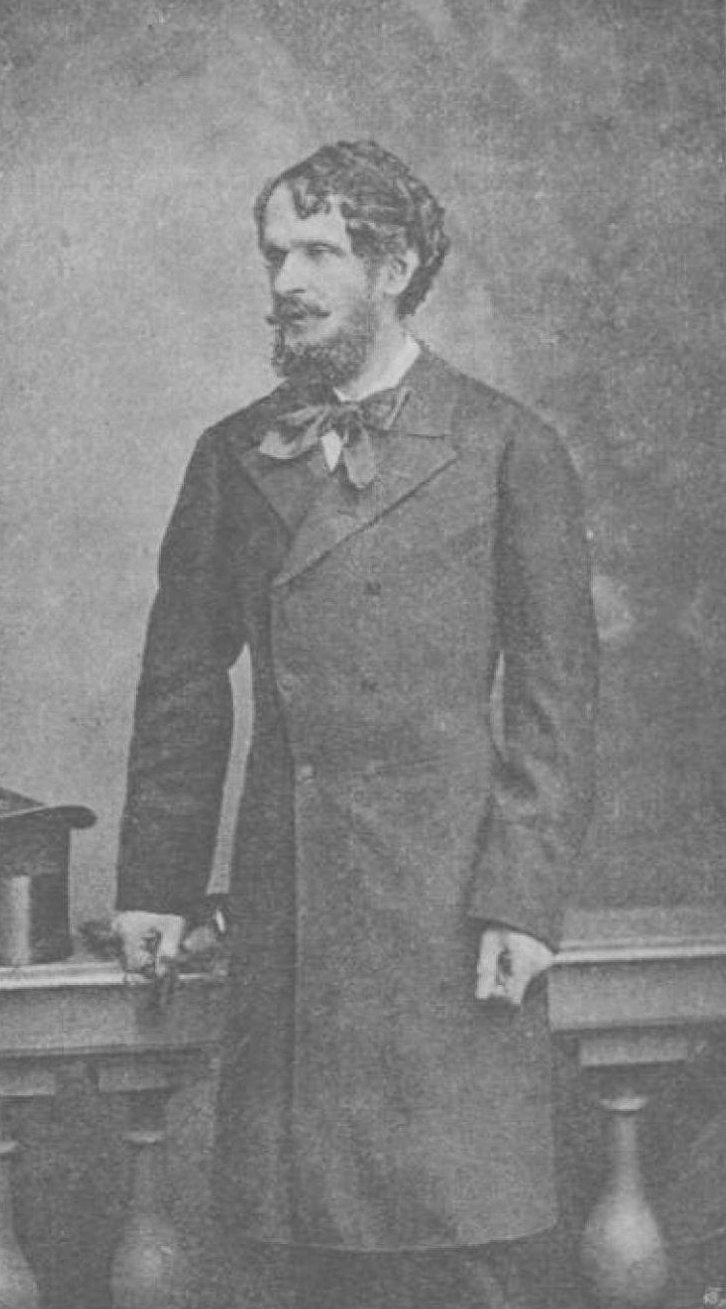
Andrássy Gyula